# 다호메이 (영화)
"다호메이"(Dahomey)는 2024년 개봉한 다큐멘터리 영화이다. 마티 디오프가 감독과 각본을 맡았다. 제74회(2024년) 베를린 국제 영화제 황금곰상 수상작이다.